# Стадион Нетанја
Стадион Нетанја (хебр. איצטדיון נתניה, Itztadion Netanya) је нови вишенаменски стадион који се тренутно гради у Нетанји. Након завршетка новог стадиона, стадион Сар-Тов ће бити срушен, а земљиште ће се користити за стамбене пројекте. Овај стадион ће имати капацитет за 24.000 гледалаца, а своје домаћинске утакмице на њему ће играти ФК Макаби Нетанја.